# Inukjuak (terre réservée inuite)
Pour les articles homonymes, voir Inukjuak (homonymie).
Inukjuak est une terre réservée inuite de l'administration régionale de Kativik dans la région administrative du Nord-du-Québec au Québec (Canada) créée le 2 mai 1995.

## Démographie
| 2001 | 2006 | 2011 | 2016 |
| ---- | ---- | ---- | ---- |
| 0    | 0    | 0    | 0    |